# Philippe Ier de Savoie-Achaïe
Pour les articles homonymes, voir Philippe Ier et Philippe de Savoie.
Philippe Ier de Savoie, pour lequel on trouve également les formes de Savoie-Achaïe, d'Achaie ou encore de Piémont, né à Suse en 1278, mort à Pignerol entre le 23 et le 27 septembre 1334, est un seigneur de Piémont (1282 à 1334), d'Ivrée et prince d'Achaïe (1301 à 1307), comte d'Alba et de Telese (1307). Il est à l'origine des Savoie-Achaïe, branche collatérale de la maison de Savoie.

## Biographie

### Origines
Philippe de Savoie serait né en 1278, selon l'historiographe Pingon, souvent repris par ses successeurs, à Suse,,. Il est le fils de Thomas III, seigneur de Piémont, et de Guyonne de Bourgogne-Comté,. Il a quatre frères, Pierre († 1332), archevêque de Lyon , Thomas († après 1340), chanoine, Amé († après 1340), archidiacre, et Guillaume († 1326), abbé de Saint-Michel-de-la-Cluse.
Il est mentionné (Philippum de Sabaudia) dans le testament de son père, daté du 14 mai 1282,. Il est fait héritier universel, en tant que fils aîné, et il est chargé de pourvoir en apanages ses frères cadets,.
En 1286, sa mère remet le Piémont au comte de Savoie, Amédée V, qui a été fait tuteur de l'enfant. Toutefois, le comte Amédée V considère désormais la région italienne comme sa possession. Devenu majeur en 1294, Philippe cherche à s'affranchir de la tutelle de son oncle, il engage un procès pour récupérer les biens hérités de son père. Il obtient gain de cause de l'arbitrage, devenant seigneur de Piémont, mais en acceptant que ce dernier soit détenu « en fief de son oncle et à la condition de renoncer définitivement pour lui et ses héritiers à toute prétention au comté de Savoie », selon l'historien Bruno Galland.

### Le mariage avec la princesse d'Achaïe
Philippe de Savoie est pressenti comme une « candidat […] sérieux » pour épouser Isabelle de Villehardouin, héritière de la principauté d'Achaïe,,,. Celle-ci a vingt ans de plus que lui. Il est décrit par l'helléniste Antoine Bon (1901-1972) comme « ne [possédant] que le comté de Piémont, et, ambitieux, [pouvant] être tenté par le titre de prince d'Achaïe qui gardait, malgré tout, un grand éclat ». Ce projet de mariage semble aussi pour lui un moyen d'obtenir une certaine indépendance vis-à-vis de son oncle, le comte de Savoie.
Philippe rencontre la princesse à Rome, lors du jubilé de l'année 1300. Le mariage est négocié au début de 1301 et reçoit le soutien de Rome. Charles II d'Anjou, suzerain de la Morée, ne semble pas avoir été averti de cette union et il s'y oppose ; le 7 février, Philippe reçoit cependant de sa future épouse la châtellenie de Corinthe. Le pape Boniface VIII intervient afin que l'union puisse avoir lieu, et Charles II ne va pas au bout de la démarche de destituer complètement la princesse d'Achaïe de ses droits.
Le mariage se déroule à Rome, le 12 février 1301,,,.
Le couple a une fille, Marguerite,.

### Une gouvernance en Achaïe difficile
Le roi Charles II de Naples investit Philippe de la principauté, au nom de son fils Philippe Ier de Tarente (alors en captivité), suzerain de la principauté,. Il prend possession du titre le 23 février 1301.
Le couple passe en Piémont, afin d'instituer un conseil de régence, avant de se rendre en Achaïe, très probablement vers la fin de l'année 1301, peut être l'année suivante pour d'autres auteurs. Les dates de son séjour — entre le mois d'octobre 1302 et le mois de novembre 1305, selon la chronique française — font débat, toutefois Antoine Bon retient pour sa part la fin de l'année 1301 jusqu'à la fin de l'année 1304. Le seigneur de Piémont débarque à Clarence, au mois de novembre 1301, accompagnés de 70 hommes à cheval et d'une armée de 300 piétons. Si son arrivée est plutôt bien accueillie, son attitude est jugée rapidement antipathique par les barons du pays, surtout après avoir donné des charges à des proches venus avec lui de Savoie et de Piémont. Par ailleurs, il souhaite se rembourser des frais avancés pour sa venue jusqu'en Morée. Ses agissement amènent la chronique à le comparer aux « tyrans de Lombardie », selon l'expression consacrée. Philippe se trouve également dans le jeu de pouvoir des barons locaux.
En 1304, il participe avec ses vassaux, dont le maréchal de Saint-Omer, à une expédition en Épire, à l'instigation de Charles II. L'expédition se solde par un statu quo. Philippe accepte, peu après, une forte somme d'argent de la part du despote d'Épire afin de ne plus intervenir contre lui. Afin de ne pas être pris en défaut par son suzerain, Philippe Ier de Tarente, Philippe cherche à régulariser la situation en envoyant, à Naples, un représentant le 8 mai 1304.
En 1304, les seigneurs grecs de la Skorta se soulèvent lorsqu'il met en place, sous les conseils du chevalier Vincent de Marais, un impôt extraordinaire.
Philippe de Savoie convoque un parlement placé au mois de mai 1304, selon Bon, à Corinthe, et à l'occasion duquel se tient un grand tournoi.
Cependant les relations se tendent avec Charles II de Naples. En 1304, les droits de Philippe et de son épouse sont révoqués. Face aux difficultés, le couple est obligé de retourner en Piémont. Charles confie la principauté à son fils Philippe Ier de Tarente.
Le couple se sépare et Philippe abandonne toutes ses prétentions sur l'Achaïe en 1307, il reçoit cependant en « compensation le comté d'Alba »,. Philippe de Savoie continue cependant de porter le titre de prince d'Achaïe, tout comme ses successeurs,.
Selon le site de généalogie Foundation for Medieval Genealogy (FMG), il est fiancé, entre cette séparation et son second mariage en 1312, à Catherine de Habsbourg, fille du roi de Germanie Albert Ier.

### Alliance avec les Dauphins
En 1311, toujours avec la volonté d'échapper à l'influence de la branche aînée des comtes de Savoie, il s'allie avec le dauphin de Viennois, Jean II. L'année suivante, le 7 mai 1312, il épouse la sœur de ce dernier, Catherine de la Tour du Pin,. Le prince Philippe reçoit en dot du Dauphin « 20 0000 livres de bons Viennois anciens, dont un gros Tournois d'argent du roi de France ».
Dans le conflit opposant le comte de Savoie au Dauphin, Philippe participe comme témoin aux transactions, aux côtés de l'archevêque de Tarentaise, de l'évêque de Grenoble et d'autres seigneurs.
Philippe est l'un des exécuteurs testamentaires du Dauphin Jean II, d'après le testament de ce dernier (26 août 1318).

### Mort et sépulture
Philippe de Savoie meurt en septembre 1334. Samuel Guichenon donnait le 25 ou 27 septembre 1334 à Pignerol. Les auteurs donnent ainsi soit le 25 septembre 1334, à Pignerol,,,, soit le 27.
Son corps est inhumé dans l'ancienne église des Franciscains de la ville de Pignerol.

## Famille
Philippe de Savoie épouse en premières noces à Rome le 12 février 1301 Isabelle de Villehardouin (1263 † 1312), princesse d'Achaïe, fille de Guillaume II de Villehardouin, prince d'Achaïe, et d'Anne Ange,,. Il s'agit du troisième mariage pour cette princesse. Par ce mariage, il devient prince de Morée ou d'Achaïe.
Ils ont, :
- Marguerite (février 1303 - † ap. 1371), promise, alors qu'elle n'a que 5 ans, à Charles de Sicile, fils de Philippe Ier de Tarente, elle est mariée en 1324 à Renaud († 1370), fils du comte de Forez[26] Jean Ier[4].

Le site de généalogie de la Foundation for Medieval Genealogy (FMG) ajoute, citant Europäische Stammtafeln et exprimant un doute sur son existence :
- Marie (1301 - † ap. 1308) ;

Séparé de sa première épouse en 1307, il se remarie en 1312 avec Catherine de la Tour du Pin, dite aussi de Viennois († 1337), fille d'Humbert Ier, dauphin de Viennois et d'Anne de Bourgogne,,. Ils ont onze enfants :
- Jacques (1315 † 1367), qui succède à son père[28] ;
- Amédée († 1376), chanoine et comte de Lyon, évêque de Maurienne, Guichenon le donne pour évêque de Lausanne[28] ;
- Thomas (1329 † ap.1360)[29], évêque de Turin et d'évêque d'Aoste[30] ;
- Édouard († 1395), moine à Cluny, abbé de Saint-Juste, évêque de Belley et de évêque de Sion, archevêque de Tarantaise[30] ;
- Isabelle, mariée à Jean de la Chambre, dit comte de Leville (?), vicomte de Maurienne (sans postérité)[30].
- Alix († 1368), mariée à Manfred (Manfroi) del Carretto, marquis de Savone (Ligurie) (vers 1325 ?), puis à Antelme de Miolans, seigneur d'Urtières et de Sainte-Hélène du Lac (vers 1354)[30] ;
- Léonor ou Éléonore († 1350), mariée en 1333 à Manfred V, marquis de Saluces[31] ;
- Jeanne († 1352), mariée à Aimée (Amé) de Poitiers († 1349)[31], fils de Aymar IV de Poitiers-Valentinois ;
- Béatrice ou Béatrix (1312 † 1340), mariée en 1334 à Humbert VI de Thoire et Villars († 1372)[32] ;
- Aymon, seigneur de Villefranche, de Combevienne et Casal-Major, sans postérité, épouse Mencie de Cève, fille du marquis George de Cève ;
- Agnès, mariée en 1343 à Jean de la Chambre.

Philippe aurait eu quatre enfants illégitimes :
- Béatrice, bâtarde de Savoie ;
- Francesca, bâtarde de Savoie ;
- Antoine/Antonio, bâtard de Savoie ;
- Anselme/Antelmo, bâtard de Savoie, surnommé le bâtard d'Achaïe.